# Den jag kunde va
Den jag kunde va är en låt av Mikael Wiehe som utgör det tionde och sista spåret på hans album Sevilla från 1998. 
Tomas Ledins version från Så mycket bättre gick 2012 in på Svensktoppen.

## Om låten
Wiehe skrev låten till sin vän och kollega Björn Afzelius då denne drabbats av cancer. Wiehe sjöng låten på Afzelius begravning och han framför den ofta under konserter för att hålla minnet av Afzelius levande.
Låten handlar om stark vänskap, troligen vänskapen mellan Wiehe och Afzelius.

## Cover-versioner
Under den andra säsongen av TV4:s serie Så mycket bättre, då det blev Wiehes tur att hyllas, så tolkades låten av Tomas Ledin. 
En annan version har spelats in av Pär Sörman.[källa behövs]

### Fotnoter
1. ↑  ”Svensktoppen”. 5 februari 2012. http://sverigesradio.se/sida/topplista.aspx?programid=2023&date=2012-02-05. Läst 4 mars 2012.